# Gőz István
Gőz István (Szerencs, 1949. augusztus 19. –) magyar színész.

## Életpályája
Egyévesen Miskolcra költözött szüleivel. 1967-ben érettségizett a miskolci Földes Ferenc Gimnáziumban. 1967–1975 között a miskolci Manézs Színház tagja volt. 1975-től 20 éven át a kaposvári Csiky Gergely Színház színművésze volt. 1988-ban az USA-ban, 1991-ben Mexikóban volt tanulmányúton. 1995 óta szabadúszó. Jelenleg a Tünet Együttes tagja.
Látható volt többek közt a Veszprémi Petőfi Színházban, az egri Gárdonyi Géza Színházban, a zalaegerszegi Hevesi Sándor Színházban, az Új Színházban. Szerepet kapott többek közt Bacsó Péter, Makk Károly, Sándor Pál és Szabó István filmjeiben.

## Színházi munkái

### Színészként
| - Wesker: A konyha....Magi; Alfredo - Baum: Óz, a nagy varázsló....Freddy bácsi; Madárijesztő - Sondheim: Őrület vagy más - mi történt a Fórumon?....Néma fiú - Kastner: Május 35.... - Kerekes János: Állami áruház.... - Schwajda György: Egércirkusz....Hapci - Fall: Pompadour.... - Csepreghy Ferenc: A piros bugyelláris....Második kisbíró - William Shakespeare: Troilus és Cressida....Troilus inasa - Rostand: Cyrano de Bergerac....Egy fanyar úr; Második poéta; Kadét - Szirmai Albert: Mágnás Miska....Leopold; Mixi gróf - Ödön von Horváth: Mesél a bécsi erdő....Konferanszié - Molière: Képzelt beteg....Polichinelle - Szigligeti Ede: Liliomfi.... - Móricz Zsigmond: Rokonok.... - Foster: I. Erzsébet....Bowyer; Hatton; Alencon; Isten; Hugenotta; Hóhér; Spanyol hajó; Cambridge-i professzor - Collodi: Pinokkió kalandjai....Macska - Brecht: A szecsuáni jólélek....Fivér a nyolctagú családban - William Shakespeare: Szeget szeggel....Hólyag - Bernstein: Candide....Thunder-ten-tronckh báró; Don Issacar; Elagott cadizi szenyor; Vándorszínész - Ránki György: Muzsikus Péter....Bőgő nagymama - Bulgakov: Bíbor sziget....Jacques Paganel - Braden: Silver Queen Szalon.... - Spiró György: Hajrá, Samu!....Papa - Kálmán Imre: Csárdáskirálynő....Mérő - Kander-Ebb: Kabaré....Schultz úr - Lázár Ervin: Berzsián és Dideki....Violin - William Shakespeare: Szentivánéji álom....Ösztövér - Scott: Sir Gawain és a Zöld lovag....Őz; Vadkan; Róka - Kander-Ebb: Chicago.... - Kastner: Emil és a detektívek....Keménykalapos - Svarc: Hókirálynő....Holló úr - Lehár Ferenc: A víg özvegy....Cascada Vicomte - Weiss: Jean Paul Marat üldöztetése és meggyilkolása, ahogy a charentoni elmegyógyintézet színjátszói előadják de Sade úr betanításában....Kukuriku - O’Neill: Irány keletnek, Cardiff.... - O’Neill: Hosszú az út hazafelé.... - O’Neill: A kötél.... - William Shakespeare: III. Richárd....IV. Edwárd király - Szomory Dezső: Hermelin....Bruga - Illyés-Litvai: Szélkötő Kalamona....Szél - Kacsóh Pongrác: János vitéz....Bartolo - Ödön von Horváth: Kasimir és Karoline....Kikiáltó - Genet: A balkon....Püspök - Katajev: A Werthert már megírták....Wighland ezredes - Marsall László: Sziporka és a sárkány....Napász - Molnár Ferenc: Liliom....Hugó - William Shakespeare: Hamlet, dán királyfi.... - Hoffmann: Diótörő....Denevér rokon - Ghelderode: Pantagleize....Innocenti - Brecht: Baal....Pschierer; Bolle Boll - Strauss: A cigánybáró....Ottokár - Weöres Sándor: A kétfejű fenevad....Szulejmán basa - Majakovszkij: Gőzfürdő....Mister Pont Geatch - Fielding: Tom Jones....Square - Barrie: Pán Péter....Kutyi - Kornis Mihály: Kozma....Főkönyvelő - Fellini: Etűdök a szerelemről....Főportás | - Romains: Knock....Jean - Jacobi Viktor: Leányvásár....Revürendező - William Shakespeare: Macbeth....Első boszorkány - Leigh: La Mancha lovagja....Dr. Carrasco - Büchner: Woyzeck....Bódés; Kikiáltó - Ács János: Egy kiállítás képei....Öreg vőlegény - Babarczy-Lukáts: Oidipusz király....Pap - Ábrahám Pál: 3:1 a szerelem javára....Lali - Czeizel Gábor: Locspocs és a bolygó hollandi....Amfiszbaina - Boch: Hegedűs a háztetőn....Pópa; Rabbi - Peaslee: Állatfarm.... - Puskin: Borisz Godunov....Első asztalnok - Calderón de la Barca: Az élet álom....II. Szolga - Bresan: Paraszt Hamlet (Hamlet előadás Donja Mrdusa faluban)....Alsó Mrdusai paraszt - García Lorca: Yerma....Pásztor - Strauss: Ariadné Naxos szigetén....Titkár - William Shakespeare: Romeo és Júlia....János barát - Hrabal: Bambini di Praga....Adventista; Hivatalsegéd - Kosztolányi Dezső: Néró, a véres költő....Athenaeus - Rózewicz: Elment hazulról....Henryk - Brecht: Koldusopera....Kimball tiszteletes - Marsak: A bűvös erdő....Gárdaparancsnok - Kesey: Kakukkfészek....Ellis - Wu Cseng-en: Keselyűhegy.... - Dosztojevszkij: Bűn és bűnhődés....Filipp - Bereményi Géza: Kutyák....Kutya - Szép Ernő: Patika....Borgida úr - Csokonai Vitéz Mihály: Karnyóné....Lipitlotty - Osborne: Redl....Sztanyicin - Steinbeck: Egerek és emberek....Gazda - Mrozek: Szerelem a Krímben....I. Tengerész - Radicskov: Január....Angel - Hamvai Kornél: Márton partjelző fázik....Rendőr II.; Pincér - Magni: Legyetek jók, ha tudtok...!....Don Fulcenzio - Tomeo: A rejtjeles levél kastélya....Bautista - Thuróczy Katalin: A két Hunyadi....Holló - Guareschi: Don Camillo.... - Ránki György: Egy szerelem három éjszakája....Dr. Szegilongi Lajos - William Shakespeare: Falstaff (IV. Henrik)....Worcester - Vigne: Szent Márton-játék....Callus - Molnár Ferenc: No. 16 473 Egy Závoczki Endre rekviem....Fogalmazó - Suetonius-Tacitus-Seneca-Josephus: Játék az isteni Claudiusról....Mars; Sabinus; Aulus - Racine-Rilke-Weöres: Kárhozat kertje.... - Ibsen: Isten éltessen Hedvig Ekdal!....Werle - Szabó Réka: Priznic.... - Beckett: Katasztrófa Maraton.... - Peer Krisztián: Az élet értelme, avagy időmúlás 60 percben.... - Peer Krisztián: Gyász.... |

### Koreográfusként
- Weöres Sándor: A holdbéli csónakos (1989)
- Bresan: Paraszt Hamlet (Hamlet előadás Donja Mrdusa faluban) (1992)
- Illyés-Litvai: Szélkötő Kalamona (1992)
- FitzSimons: Kean (1993)
- Marsak: A bűvös erdő (1994)
- Ruzante: A csapodár madárka (1994)
- Sachs: A furfangos kerítőnő (1994)
- Sachs: A lovag meg az ibolya (1994)
- Gozzi: Turandot (1995)
- Voskovec-Werich: A bolond és a hóhér (1998)
- Magni: Legyetek jók, ha tudtok...! (1998)

## Filmjei
| - A kétfenekű dob (1977) - Szabadíts meg a gonosztól (1979) - Ripacsok (1981) - Cserepek (1981) - Te rongyos élet (1984) - Egészséges erotika (1985) - Csók, Anyu (1987) - Isten veletek, barátaim (1987) - Titánia, Titánia, avagy a dublőrök éjszakája (1988) - Sztálin menyasszonya (1991) - Félálom (1991) - Sose halunk meg (1993) - Szamba (1996) - Balekok és banditák (1997) - A mi szerelmünk (2000) - Üvegtigris (2001) - Új faj (2001) - Lopakodók 2. (2002) - Argo (2004) - Rokonok (2005) - Sorstalanság (2005) - De kik azok a Lumnitzer nővérek? (2006) - Sínjárók (2007) - Az adósság (2010) - A sas (2011) - Csajok Monte-Carlóban (2011) - Asterix és Obelix: Isten óvja Britanniát (2012) - Liza, a rókatündér (2015) - Post Mortem (2018) | - A három jószívű rabló (1979) - Maskarák (1981) - A természet lágy ölén (1981) - Vásár (1985) - Hello Doki (1996) - Offenbach titkai (1996) - Kisváros (1998-2001) - Perlasca – Egy igaz ember története (2002) - Lili (2003) - Szeret, nem szeret (2003) - A Pál utcai fiúk (2003) - A harag napja (2006) - A postamester (2010) - Szájhősök (2012) - Hacktion (2012) |